# Francesco Grue

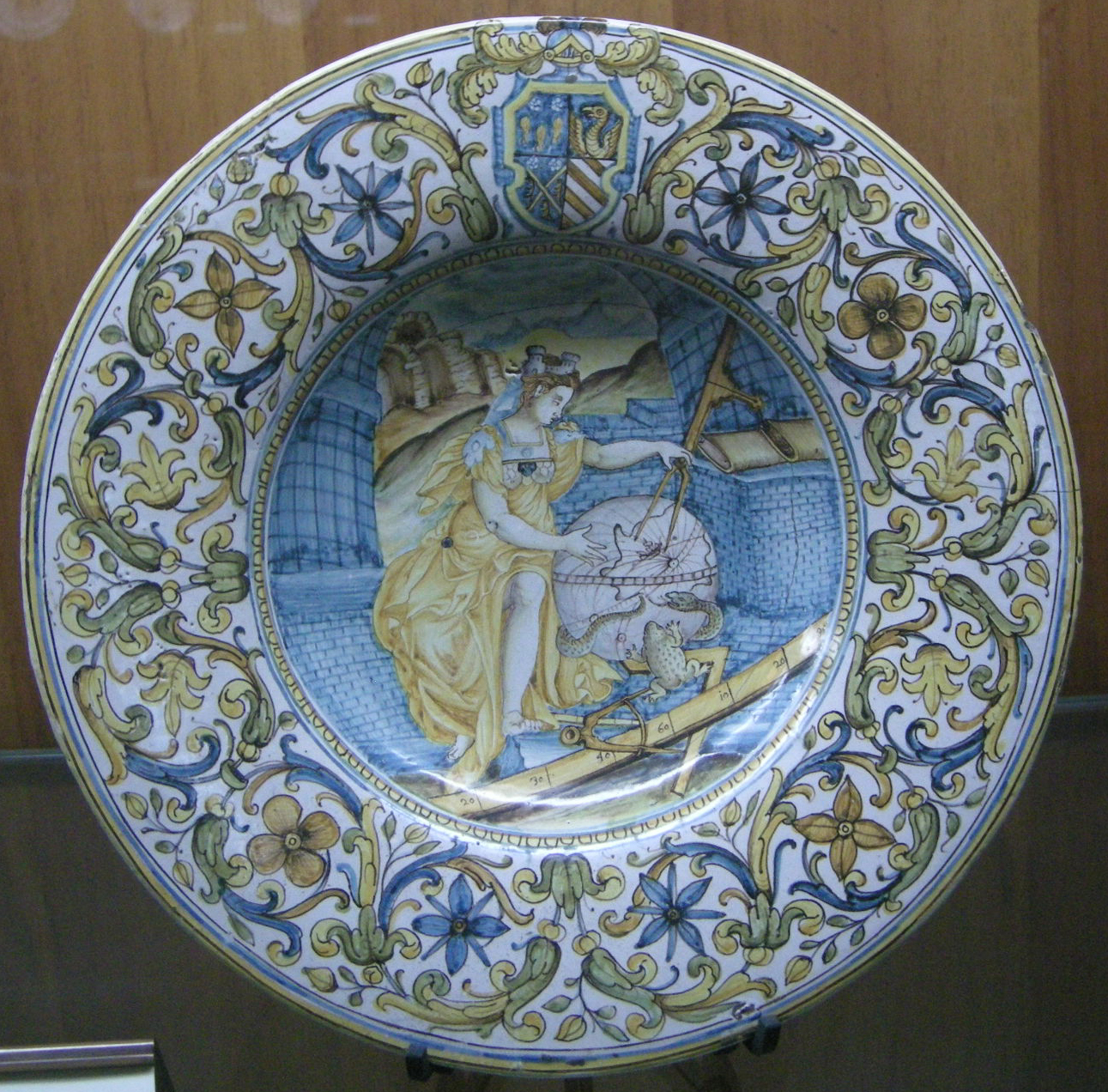
Maiolica di Castelli, Francesco Grue, decoro: Allegoria della Geometria, 1650-1660

Francesco Grue (Castelli, 11 settembre 1618 – Castelli, 5 ottobre 1673) è stato un ceramista italiano.

## Biografia
Francesco Grue, o Francesco Angelo Grue, rimasto orfano di padre da bambino - era figlio di Marco Grue (1582-1623) - probabilmente fu allevato dallo zio paterno Domenico.
Si sposò tre volte. Dalla prima moglie, Domenica Pompei (morta nel 1651), discendente da una famiglia di maiolicari di Castelli, ebbe Superna che sposò Berardino Cappelletti, padre di Candeloro; dalla seconda moglie, Cecilia Nicolini (1634-1661), ebbe tre figli. Francesco Antonio Saverio Grue, il più noto tra i ceramisti della sua famiglia (1686-1746), è stato suo nipote.
La manifattura Grue veniva tramandata di padre in figlio e la produzione della ceramica Grue fu sempre riconoscibile, per lo stile e per il cromatismo. Francesco Grue preferì curare la decorazione pittorica, abbandonando l'uso del modellato, che pure a Castelli aveva lunga tradizione.

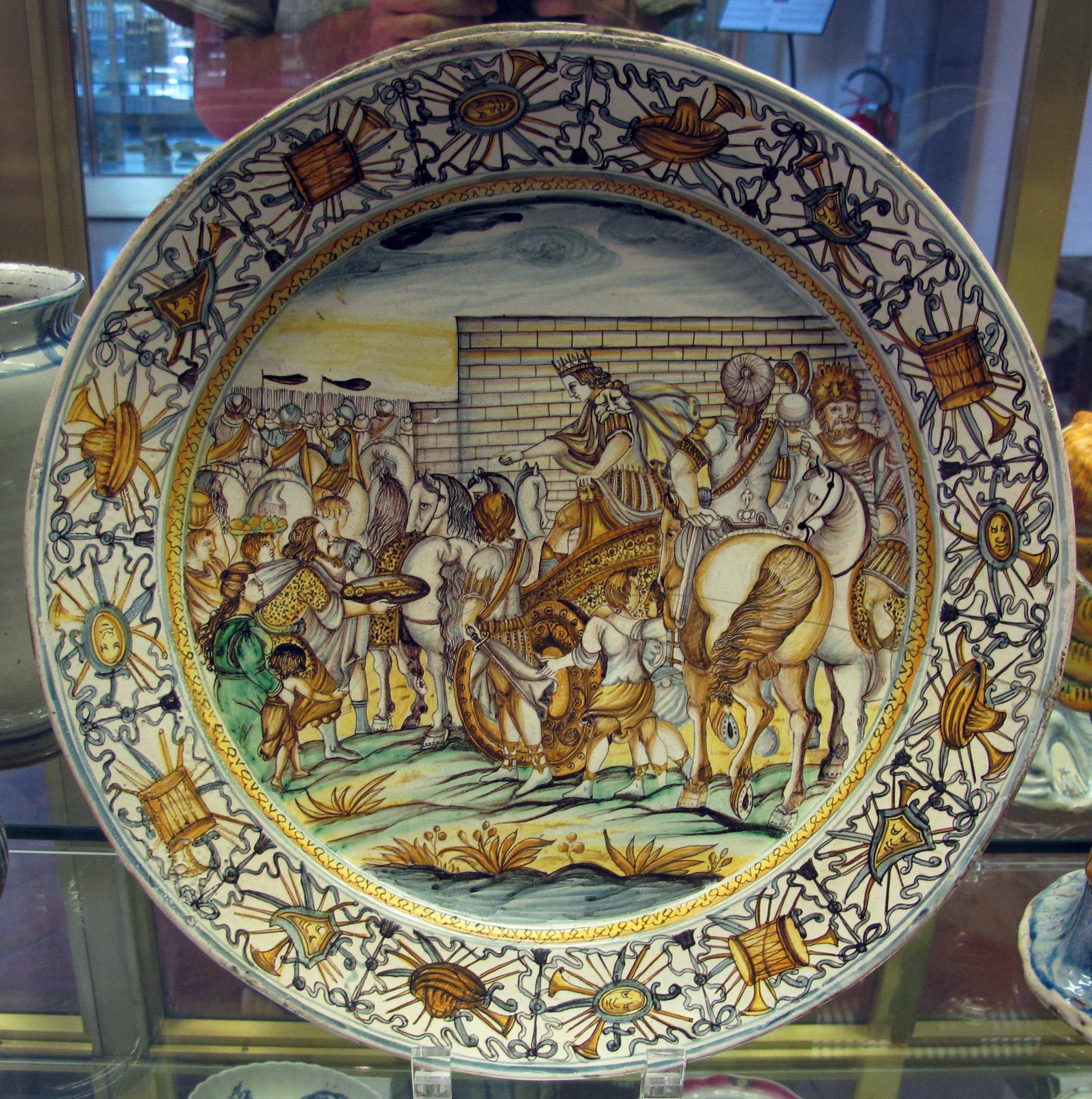
Castelli, Francesco Grue, decoro: Alessandro Magno in India (da Antonio Tempesta)

A quel tempo le fornaci di maiolica locali producevano stoviglie e suppellettili, con decori e colori ispirati alle ceramiche di Faenza. Nel Seicento era in gran voga lo stile compendiario e nel decoro si preferivano figure sacre. Francesco, ispirandosi alla tradizione rinascimentale dell'istoriato, rinnovò lo stile della produzione di ceramica a Castelli.
La scelta di Francesco non fu un atteggiamento statico, ma in evoluzione, in continuo arricchimento, sia cromatico sia decorativo. Le opere giovanili presentano figure dai contorni definiti, a volte un po' duri; la sua tavolozza è dominata da toni accesi - in giallo e in azzurro -stesi ad ampie e piatte campiture. Nell'età matura egli ricorse ad incisioni coeve, che riportò su ceramica con la tecnica a spolvero, introducendo i toni del bruno manganese e del verde rame e ottenendo così tenui passaggi chiaroscurali. Negli ultimi anni introdusse anche le lumeggiature d'oro, cotte a terzo fuoco: una tecnica che fu ripresa da suo figlio Carlo Antonio Grue. La produzione del padre e quella del figlio non sono facilmente distinguibili ed esiste un problema di attribuzione.

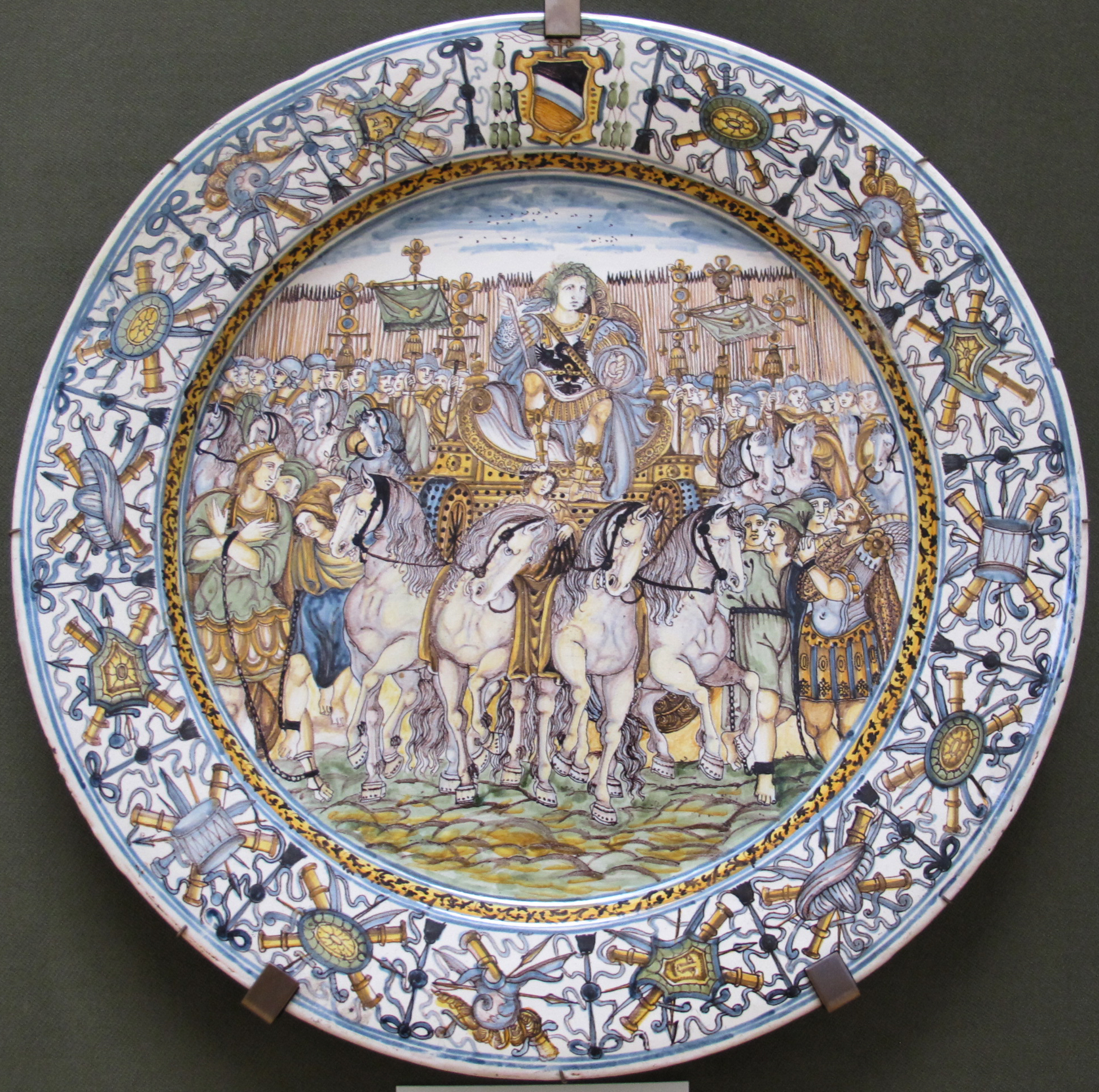
Castelli, Francesco Grue, decoro: Trionfo di Costantino, 1645 circa

Un piatto, custodito a Sèvres, ha nel fondo una scena di battaglia, tratta da una incisione di Antonio Tempesta. Francesco Grue amava i soggetti eroici, bucolici e le scene di caccia, ma scelse anche soggetti sacri, come per la mattonella con Madonna, Bambino e Sant'Antonio da Padova (Museo Paparella Treccia Devlet), datata 1670 e tratta da un'incisione di Pietro da Cortona.